# Islam au Burkina Faso

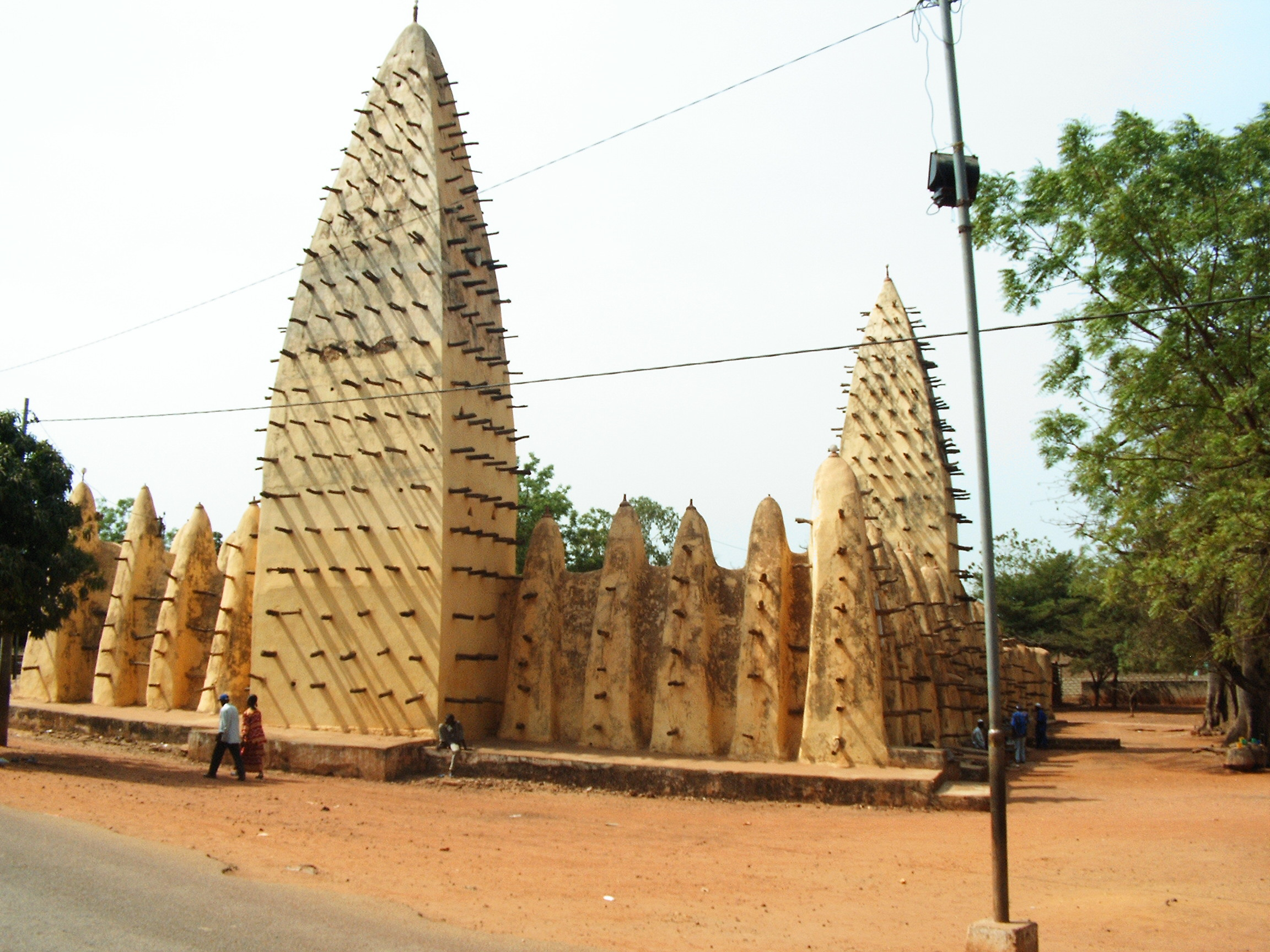
la mosquée de Bobo-Dioulasso.

Au Burkina Faso, anciennement Haute-Volta, l'histoire de l'islam est riche et complexe. D'après le recensement de 2006, la proportion de musulmans s'élève à 60,5 %.
Le Burkina Faso est un pays membre de l'Organisation de la coopération islamique.

## Histoire

### Le royaume Mossi
Jusqu'à la fin du XIXe siècle, la Haute-Volta était dominée par le royaume mossi, qui vint d'Afrique centrale vers le XIe siècle. Les Mossis ont défendu leur croyance religieuse contre les influences islamiques qui venaient du Nord-Ouest de l'actuel Burkina Faso. Au XVe siècle, la Haute-Volta a attiré de nombreux marchands musulmans. Ils s'installèrent là quand on découvrit les mines d'or d'Akan. Ils se mirent à vendre de l'or, du sel et des noix de kola. Certains de ces marchands étaient du peuple Soninkés, venant de Tombouctou et de Djenné, qui adoptèrent ensuite le dialecte malinke, devenu ensuite le dioula. Ils s'installèrent dans les villes de Bobo-Dioulasso, de Kong et de Bunduku. D'autres marchands d'or venaient de Kanem, de Bornu et du royaume haoussa. Ils allèrent vers des agglomérations des Dagombas, Gonia (?), et d'autres villes de Haute-Volta. Ils se marièrent avec des femmes du pays, qui étaient de la religion traditionnelle de Haute-Volta, et la communauté musulmane s'agrandit. Avec le développement de ces mariages, de nombreux autochtones se convertirent à l'islam. Ils organisaient des fêtes, distribuaient des talismans, participaient à la prière et aux rituels contre la sorcellerie. Les musulmans de la région n'avaient pas un langage unique, mais faisaient partie du royaume Mossi.

### Structuration et expansion de l'islam
Dans la région, les communautés Dioula assuraient l'éducation islamique. L'entreprise familiale étaient fondée sur le lu, c'est-à-dire le père et ses fils et ses adjoints. Émergea alors la classe des oulémas appelée alors karamokos, qui enseignait le Coran, le tafsir les hadîth. Un étudiant ouléma étudiait avec son professeur pendant une période de 5 ans à 30 ans, et gagnait sa vie comme paysan dans la ferme de son professeur. Ensuite, il devenait alem, portait un turban et la Ijaza, la licence qui lui permettait d'enseigner. Il pouvait aussi créer une école dans un village isolé. Certaines familles avaient des karamokos de génération en génération. Dans les années 1800, des mosquées voient le jour dans la ville et dans le quartier Dioulasso-bâ. Pendant le grand djihad lancé par MaBâ Diakou Bâ (1809-1867) contre les animistes, l'islam s'étendit dans la région de la Haute-Volta, la Côte d'Ivoire et la Guinée.

### La colonisation française
La Haute-Volta devint une colonie française en 1919. Elle était constituée de la Côte d'Ivoire, du Niger et du Soudan. Elle fut reconstituée en 1947. L'administration de la Haute-Volta se caractérisa par la promotion des élites de la population indigène, qui fut favorisée par le système des oulémas (karamokos). De manière indirecte, l'administration coloniale favorisa l'expansion de l'islam. Les musulmans pratiquaient le commerce, ils étaient plus éduqués et cultivés que les autochtones non musulmans. En 1955, il y avait environ 800 000 musulmans en Haute-Volta, soit 20 % de la population[réf. nécessaire].

### Le Burkina Faso
En 1984, la Haute-Volta prit le nom de Burkina Faso. Après une succession de coups d'État, la république fut établie en 1991. Au Burkina Faso, les mouvements islamistes s'opposent à la culture européenne dominante. Ils intègrent des groupes ethniques divers qui constituent la population du pays. L'éducation dans les madrasas, qui commença juste après la Seconde Guerre mondiale, est donnée à tous les petits garçons. Des mosquées se construisent et des imams prêchent sur la télévision nationale. l'État reçoit le soutien du monde arabe. L'éducation dans les madrasas attire surtout la classe moyenne, exclue du pouvoir politique, qui favorise la charia. Il existe des mouvements islamiques, mais ils sont très divisés. Il existe une communauté de musulmans ahmadiyya, mais ils ne sont pas considérés comme musulmans dans l'islam orthodoxe.